# 耶律海思
耶律海思（925年—959年），辽朝将领，字铎衮，契丹族。隋国王耶律释鲁之子。
耶律海思性情机警，有口才，为北王府郎君。会同五年（942年），十八岁时，辽太宗颁诏天下，广求直言，他乘牛赴上京求见，时逢太宗出猎，拒见。他说：“臣以陛下急于求贤，是以来耳，今反缓于猎，请从此归。”因为出言不凡，被太宗重视，太宗惜其才，让明王耶律安端等测试，耶律海思于是应诏言事，语惊朝臣，获举荐，任命他为宣徽使。后来随辽太宗南下伐后晋，多有战功。大同元年（947年），太宗卒军中，随军将臣拥耶律阮继位，淳钦皇太后述律平率兵抗击，两军在横渡隔潢河（今西辽河上游西喇木伦河）横渡，耶律海思受命去见述律太后，达成和议。辽世宗即位，领太后诸局事。辽穆宗应历九年（959年），与冀王耶律敌烈谋反，被捕，死在狱中。

## 延伸阅读
[在维基数据编辑]
 《辽史卷一百十三》，出自脱脱《遼史》